# Шерлок Холмс: Игра на сенки
Вижте пояснителната страница за други значения на Шерлок Холмс.
„Шерлок Холмс: Игра на сенки“ (на английски: Sherlock Holmes: A Game of Shadows) е американски филм на режисьора Гай Ричи и продуциран от Джоел Силвър, Сюзън Дауни, Лайнъл Уиграм и Дан Лин базиран на едноименния герой на Артър Конан Дойл. Филмът е продължение на Шерлок Холмс от 2009 г. и тук Робърт Дауни Джуниър и Джуд Лоу влизат в ролите на знаменитите Шерлок Холмс и д-р Уотсън.

## Сюжет
Годината е 1891. Цяла Европа е разтърсвана от терористични актове, зад които според Шерлок Холмс стои гениалния, престъпен ум на професор Мориарти, целящ да предизвика световна война. С помощта на верния си помощник Уотсън, който току-що се е оженил, и красивата циганка Симза, опитваща се да спаси брат си, Шерлок Холмс се впуска в опасно преследване из цяла Европа.

## Актьорски състав
| Актьор               | Роля                                                                                      |
| -------------------- | ----------------------------------------------------------------------------------------- |
| Робърт Дауни Джуниър | Шерлок Холмс – най-добрият частен детектив в Европа                                       |
| Джуд Лоу             | Доктор Уотсън – пенсиониран военен лекар и най-добър приятел на Холмс                     |
| Джаред Харис         | Професор Мориарти – най-опасният престъпник в Европа                                      |
| Рейчъл Макадамс      | Айрийн Адлър – главната измамницата в Европа и тайна приятелка на Холмс                   |
| Кели Райли           | Мери Морстан – съпругата на Уотсън                                                        |
| Нуми Рапас           | Симза Херон – циганка                                                                     |
| Стивън Фрай          | Майкрофт Холмс – влиятелен служител на Министерството на външните работи и брат на Шерлок |
| Пол Андерсън         | полковник Себастиан Моран – главният помощник на Мориарти, превъзходен снайперист         |
| Еди Марсан           | инспектор Лестрейд – следовател от Скотланд Ярд                                           |
| Джералдин Джеймс     | Мисис Хъдсън – хазяйка на апартамента, в който живее Шерлок Холмс                         |
| Тиери Ньовик         | Клод Раваш                                                                                |
| Фатима Адум          | Мануш                                                                                     |
| Волф Калер           | д-р Хофманщал                                                                             |
| Афиф Бен Бадра       | Тамаш Морато                                                                              |

## В България
На 23 декември 2011 г. филмът е пуснат по кината от Александра Филмс.
На 7 май 2012 г. филмът е издаден на DVD.
На 11 януари 2016 г. филмът е излъчен премиерно по „Би Ти Ви Синема“ с български дублаж, записан в студио „Медиа Линк“.
| Пост                | Име                                                                     |
| ------------------- | ----------------------------------------------------------------------- |
| Озвучаващи артисти  | Ася Рачева Симеон Владов Даниел Цочев Христо Чешмеджиев Момчил Степанов |
| Преводач            | Силвина Димитрова                                                       |
| Тонрежисьор         | Стамен Янев                                                             |
| Режисьор на дублажа | Мария Ангелова                                                          |